# Dyskarite
Dyskarite (bułg. Дъскарите) – wieś w środkowej Bułgarii, w obwodzie Gabrowo, w gminie Trjawna. Obecnie wieś jest niezamieszkana.